# Назым Хикмет
Назы́м Хикме́т Ран (тур. Nâzım Hikmet Ran; 20 января 1902, Салоники — 3 июня 1963, Москва) — турецкий поэт, прозаик, сценарист, драматург и общественный деятель. Основоположник турецкой революционной поэзии. Коммунист с 1922 года. Описанный как «романтический коммунист» и «романтический революционер», он неоднократно был арестован за свои политические убеждения и провёл бо́льшую часть своей взрослой жизни в тюрьме или в изгнании. Лауреат Международной премии Мира (1950).

## Биография

### Семья
Родился 20 января (в ряде источников приводятся даты 14, 15, 17 января) 1902 года в городе Салоники Османской империи (ныне Греция) в аристократической семье. С отцовской стороны у него были тюркские корни и черкесские, польские, грузинские и немецкие со стороны матери. Отец, Хикмет-бей, был османским госслужащим, работал в аппарате Министерства иностранных дел Османской империи. Дед Мехмет Назим Паша в разное время был губернатором в Диярбакыре, Алеппо, Конье и Сивасе, входил в суфийский орден Мевлеви и исповедовал либертарные взгляды.
Мать Назима, Джелил-ханым, была образованной для своего времени женщиной, художницей, была дочерью османского генерала Энвера Джелаледдина-паши. Прадед Хикмета по материнской линии, поляк Константин Божецкий (Konstanty Borzęcki; 1826—1876), эмигрировал в Турцию после революций 1848 года, первоначально жил в польской деревне Полонезкёй, затем сменил подданство, принял ислам и под именем Мустафы Джелаледдина-паши служил офицером в османской армии. В 1869 году в Стамбуле вышла его монументальная работа «Les Turcs anciens et modernes» («Древние и современные турки») — книга, которая положила начало современной турецкой политической мысли.
Другой прадед Назыма по материнской линии, османский генерал Мехмет Али-Паша (1827—1878), родился в Бранденбурге (Пруссия), его настоящее имя было Людвиг Карл Фридрих Детройт (Карл Детрой). В юности он покинул дом, путешествовал, в Османской империи принял ислам, сменил имя и поступил в военное училище. Отличившись в Крымской войне, в 1865 году он стал бригадным генералом и получил титул паши. Во время Русско-турецкой войны 1877—1878 годов он возглавлял турецкое войско в Болгарии, позже участвовал в Берлинском конгрессе 1878 года и был убит сербскими повстанцами в Косово.

### Ранние годы

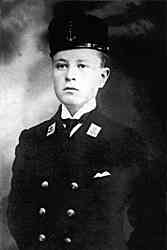
Назым Хикмет курсант Военно-морской академии

Назым Хикмет родился 20 ноября 1901 в Фессалониках, где в то время работал его отец. Впрочем, зарегистрировали его рождение только 15 января 1902; это и считается официальной датой появления Хикмета на свет. Он посещал начальную школу Ташмектеп в стамбульском районе Гёзтепе, а впоследствии — Галатасарайский лицей в районе Бейоглу. В 1913 году написал своё первое стихотворение, «Feryad-ı Vatan» («Плач Родины»). Годы его учёбы пришлись на время политического подъёма в обществе под влиянием Первой мировой войны и Русской революции 1917 года. В 1918 году Хикмет окончил Военно-морскую академию на Принцевых островах и некоторое время служил офицером на военном крейсере «Хамидийе», но в 1919 году заболел плевритом и по состоянию здоровья в 1920 году был освобождён от службы на флоте.
В 1921 году Назым Хикмет и его друзья — Вала Нуреттин, Юсуф Зия Ортач и Фарук Нафиз Чамлыбель — отправились из оккупированного интервентами Стамбула в Анатолию, чтобы участвовать в Освободительной войне, увидеть жизнь простого народа и наладить связи с социалистическими организациями. В Анкаре он вместе с Валой Нуреттином встретился с Мустафой Кемалем-Пашой, возглавившим освободительное движение. Мустафа Кемаль попросил двух друзей написать стихотворение, которое вдохновляло бы турок присоединяться к борьбе за независимость. Результат их труда понравился руководителям национального движения, так как стих получил большую популярность среди молодёжи. Было решено не отправлять поэтов на фронт, а назначить учителями в лицей города Болу.

### Советский Союз и вступление в Коммунистическую партию
Впрочем, левые взгляды молодых учителей не понравились местным чиновникам, и Хикмет с Нуреттином, поражённые Октябрьской социалистической революцией, нелегально отправились в Советскую Россию. 30 сентября 1921 года они прибыли в Батуми, а в июле 1922 года осели в Москве. Там Хикмет вступает в Российскую коммунистическую партию (большевиков) и учится в Коммунистическом университете трудящихся Востока на факультете «Экономика и общественная жизнь». На него оказывают глубокое впечатление художественные эксперименты Владимира Маяковского и Всеволода Мейерхольда. Стихотворная форма поэзии «лесенкой» поразили его ещё до того, как он выучил русский язык. В 1924 году в Москве вышел первый поэтический сборник Назыма Хикмета «28 января» (тур. 28 Kanunisani), посвящённый гибели коммунистического лидера Мустафы Субхи.
В 1924 году Хикмет возвращается в Стамбул и начинает редактировать ежедневный журнал «Айдынлык» («Свет», печатный орган нелегальной турецкой Компартии), а также работать в других революционных изданиях. В феврале 1925 года турецкое правительство закрыло «Айдынлык» за выступления против власти и в защиту курдских повстанцев. Сотрудников журнала арестовали и судили. Назым Хикмет смог избежать ареста и сбежал в Измир, где перешёл на нелегальное положение. Его заочно осудили на 15 лет тюрьмы. В сентябре 1925 года Хикмет снова приехал в СССР. Там участвовал в создании экспериментального театра-студии, закрытого в марте 1927 года. В Советском Союзе Хикмет дважды женился: первый брак с турчанкой Нюзхет Ханым длился недолго, и позже он женился на русской — враче Елене Юрченко. В 1928 году, воспользовавшись амнистией, он решил вернуться в Турцию. Его жена не смогла поехать с ним, а вскоре умерла.

### Тюремное заключение и литературное творчество
Сам Хикмет на родине сразу был арестован и провёл в тюрьме восемь месяцев. После освобождения публиковал стихи, романы, рассказы, статьи, эссе и пьесы в ежедневной газете Akşam. В 1929 году вышли в свет его сборники стихов «835 строк», «Джоконда и Си Я-у». Тогда же он начал работать в редакции авангардистского журнала «Resimli Ay» («Иллюстрированный ежемесячник»), который вызвал фурор в интеллектуальных кругах. В то время Хикмет познакомился с Пирайе Алтиноглу, которой тогда было 22 года.
Несмотря на репрессии со стороны государства, литератор быстро получил общественное признание, в 1930—1932 годах он выпустил пять сборников стихов и две пьесы. Впрочем, произведения Хикмета часто подвергались цензуре, а самого его неоднократно арестовывали. За сборник стихов «Телеграмма, поступившая ночью» (1932), в которой автор призывал турецких коммунистов стойко бороться за демократию, в 1933 году он был обвинён в участии в запрещенной организации и стремлении свергнуть режим, арестован и осуждён на пять лет лишения свободы (через год освобождён по амнистии). В дальнейшем почти после каждой книги его приговаривали к тюремному заключению.
1933—1935 годы Хикмет провёл в тюрьме в Бурсе, где написал революционную «Поэму о шейхе Бедреддине Шимавне» и «Письма к Таранта Бабу» — поэму о вторжении итальянских фашистов в Эфиопию. В сборнике стихов «Портреты» (1935), поэме «Письма к Таранта Бабу» (1935) и публицистической работе «Немецкий фашизм и расовая теория» (1936) он разоблачал фашизм и его турецких сторонников.
В 1935 году он вышел на свободу по амнистии и смог жениться на Пирайе. На тот момент она была разведена и уже имела двоих детей. Чтобы прокормить семью, Хикмет начинает писать под разными псевдонимами рассказы в периодической печати, а также пишет киносценарии, занимается озвучкой и режиссурой на киностудии «İpek Film».
В 1936 году вышла последняя опубликованная в Турции при его жизни книга — «Поэма о шейхе Бедреддине» и, как приложение к этой книге, брошюра «Национальная гордость» — адаптивный перевод работы В. И. Ленина «О национальной гордости великороссов». Одновременно сталинистское руководство СССР обвиняло автора в троцкизме.
Накануне Второй мировой войны противостояние между правой националистической и левой интеллигенцией в Турции достигает пика. В прессе нарастает вал антикоммунистических обвинений, а Хикмета открыто преследовали полицейские провокаторы. Во время политического процесса в 1938 году военный суд приговорил Хикмета к 28 годам и четырём месяцам тюрьмы с запретом публикаций по обвинению в подстрекательстве к мятежу. Вина поэта заключалась в том, что у курсантов военного училища были найдены книги с его стихами, которые в то время находились в свободной продаже. На этот раз в тюрьмах Стамбула, Анкары, Чанкиры и Бурсы он провёл более двенадцати лет.
Но творческая деятельность Хикмета продолжилась и в тюрьме: в частности, за решёткой он перевёл «Войну и мир» Льва Толстого, написал цикл стихов «Письма из тюрьмы» и эпопею «Человеческая панорама из моей страны». В тюрьме он знакомится с молодыми художниками Орханом Кемалем и Ибрахимом Балабаном. В 1948 году он влюбился в дочь своего дяди Мюневвер Андач (Берк), посвятил ей ряд стихотворений и наконец, выйдя из тюрьмы, женился на ней, расставшись с Пирайе.
В конце 1940-х годов резко ухудшилось состояние здоровья поэта. В 1949 году интеллектуалы со всего мира, включая Пабло Пикассо, Поля Робсона и Жана-Поля Сартра, создали комитет, который добивался освобождения Назыма Хикмета. Его освобождения требовали также юристы Анкары и интеллектуалы Стамбула, доказавшие, что тюремный срок Хикмета — результат судебной ошибки. В 1950 году, пережив сердечный приступ, Хикмет провёл 18-дневную голодовку. В результате, в том же году после парламентских выборов он был освобождён на основании всеобщей амнистии, у них с Мюневвер родился сын Мехмет.
49-летний поэт длительное время нигде не мог найти работу, полиция вела за ним постоянное наблюдение, а вскоре ему прислали повестку в армию. Опасаясь «случайного» убийства «при попытке побега», он был вынужден снова, на этот раз навсегда, покинуть Турцию. Благодаря совету и помощи Рефика Эрдурана, через Чёрное море он приплыл в Румынию, а оттуда в 1951 году выехал в СССР. 25 июля турецкое правительство лишило Хикмета гражданства и он на основании происхождения своего прадеда получил гражданство Польской Народной Республики, взяв фамилию Божецкий.

### Возвращение в СССР
В Москве Хикмет стал знаменитостью в интеллектуальных кругах, он много путешествовал, особенно по странам соцлагеря. Впрочем, жизнь в СССР начала 1950-х годов разочаровала его: Маяковский и Мейерхольд, как и авангардное искусство вообще, редко упоминались и официально не одобрялись. Хикмета раздражала необходимость постоянно упоминать Сталина в стихах и намеренные искажения в переводах его произведений. Ходили слухи, что из советского руководства с Хикметом при необходимости встречался не Сталин, а Маленков, чтобы не провоцировать поэта. О своих чувствах поэт рассказывал друзьям, в частности Илье Эренбургу: «Я очень уважаю товарища Сталина, но не могу вынести стихов, в которых его сравнивают с солнцем. Это не просто плохая поэзия, это плохой вкус».
Находясь в Советском Союзе, поэт полностью посвятил себя борьбе за мир. В 1951 году Назима Хикмета вместе с Пабло Нерудой наградили Международной премией мира. Выступая против войны, он поддержал борьбу греческих киприотов против британского колониального господства и призвал турецкое население острова поддержать освободительное движение, будучи убежденным, что население Кипра должно мирно жить вместе. В 1952 году Хикмет стал членом Бюро Всемирного совета мира.
Хикмет завёл роман с Галиной Григорьевной Колесниковой — молодым врачом, которая занималась им в санатории в Барвихе. Они стали жить вместе, Союз писателей СССР принял её назначение личным врачом поэта. В конце 1955 года Назыма Хикмета за консультацией по поводу албанских народных костюмов посетила делегация из «Союзмультфильма». В составе делегации была кинодраматург и редактор Вера Тулякова. Несмотря на то, что она была замужем и имела дочь, а её покойный отец был на шесть лет моложе Хикмета, тот начал регулярно ходить в «Союзмультфильм» с шоколадом и цветами. В 1960 году он, переписав свою дачу в Переделкино, автомобиль, мебель, радио, телевизор, книги и картины на Галину Колесникову, женился на Туляковой.
Тулякова стала четвёртой, последней, женой Назыма Хикмета, который слыл красивым мужчиной («великан с голубыми глазами») и имел большой успех у женщин. Вера Тулякова после его смерти написала о нём книгу воспоминаний «Последний разговор с Назымом», которая четырежды издавалась на турецком языке, а в 2009 году выпущена в России.
3 июня 1963 года в 6:30 Назым Хикмет умер от сердечного приступа. Он был похоронен на московском Новодевичьем кладбище, его могила до сих пор является объектом массового посещения. По сей день неисполненным остаётся его желание быть похороненным под платаном на сельском кладбище в Анатолии.

В России жил Назым Хикмет, голубоглазый турок.
(Я. Смеляков) 
Стихи турецкому поэту посвятили Андрей Вознесенский, Евгений Евтушенко, азербайджанец Расул Рза, армянин Наири Зарьян, белорусская поэтесса Констанция Буйло, народный поэт Киргизии Аалы Токомбаев. Назым является одним из персонажей романа «Факультет ненужных вещей» Юрия Домбровского и прототипом поэта Тонгора в повести Льва Кассиля «Будьте готовы, ваше высочество!».

### Основные вехи (хронология)
- В 1917 начал печататься.
- В 1919 году Назым Хикмет заболевает плевритом.
- В 1920 признан негодным к военной службе. Вступает в ряды националистов и из оккупированного Стамбула перебирается в Анатолию, где шла война за независимость.
- В 1921 непродолжительное время работает учителем в лицее города Болу.
- В 1922 приехал в СССР, где до 1924 учился в Коммунистическом университете трудящихся Востока на факультете «Экономика и общественная жизнь».
- В 1922 вступил в коммунистическую партию.
- В 1924 вернулся в Турцию. Начинает работу в журнале «Айдынлык» и других революционных газетах и журналах.
- В 1927, после некоторых публикаций осуждён. Снова приезжает в Советский Союз.
- В 1928 в Баку опубликован первый сборник стихов «Песня пьющих солнце». В том же году Назым Хикмет вернулся в Турцию.
- За сборник стихов «Телеграмма, поступившая ночью» (1932), где поэт призывал турецких коммунистов быть стойкими в борьбе за демократию, он был осуждён на пять лет тюремного заключения, и через год освобождён по амнистии. В дальнейшем, почти после каждой книги его приговаривали к тюремному заключению. В сборнике стихов «Портреты» (1935), поэме «Письма к Таранта Бабу» (1935) и публицистической работе «Немецкий фашизм и расовая теория» (1936) он разоблачал фашизм и его турецких сторонников.
- В 1936 вышла последняя опубликованная в Турции при его жизни книга — «Поэма о шейхе Бедреддине Шимавне» и, как приложение к этой книге, брошюра «Национальная гордость» — адаптивный перевод работы В. И. Ленина «О национальной гордости великороссов».
- В 1938 был осуждён на 35 лет заключения. В общей сложности провёл в турецких тюрьмах 17 лет. В тюрьме созданы:
  - эпопея «Человеческая панорама» — поэтическая история XX века
  - цикл стихов «Письма из тюрьмы»
  - пьесы «Легенда о любви», «Иосиф Прекрасный»
- В 1950 помилован. Продолжительное время не находит работу. В это время получает повестку в армию. Благодаря совету и помощи Рефика Эрдурана, бежит через Чёрное море в Румынию.
- В 1951 приехал в СССР. Здесь написаны пьесы:
  - «Рассказ о Турции» (1952)
  - «Чудак» (1955)
  - «А был ли Иван Иванович?» (1956)
- В 1963 умер в Москве от сердечного приступа. Похоронен на Новодевичьем кладбище.
- В 2009 году власти Турции приняли решение о возвращении гражданства Назыму Хикмету.

## Гражданство
Несмотря на репрессии и запрет творчества Назыма Хикмета в Турции, он оставался популярным поэтом на родине даже во время «холодной войны». Официальный запрет с его стихов был снят в 1965 году, через два года после его смерти.
Последние годы в Турции шла дискуссия вокруг возвращения поэту турецкого гражданства. В пользу этого по инициативе Партии социалистической власти (нынешней Компартии) было собраны тысячи подписей граждан, но националисты и правые политики оказывали ожесточённое сопротивление попыткам реабилитировать «предателя», который «выступал против Ататюрка и против государства». 5 января 2009 года, через 58 лет после изгнания, турецкое правительство посмертно вернуло Хикмету гражданство. Власти обратились к родственникам поэта с запросом, хотят ли они вернуть его останки на родину.
В Анкаре имеется культурный центр Назима Хикмета. В 2017 году там прошел учредительный конгресс Хорошей партии.

## Суды, в которых рассматривались дела с участием Хикмета
- 1925 — суд независимости в Анкаре (во время Освободительной войны в стране было создано восемь «судов независимости», где судили за выступления против нового режима)
- 1927—1928 — стамбульский суд для рассмотрения тяжёлых уголовных преступлений
- 1928 — суд для рассмотрения тяжёлых уголовных преступлений в Ризе
- 1928 — суд для рассмотрения тяжёлых уголовных преступлений в Анкаре
- 1931 — уголовный суд Второго района Стамбула
- 1933 — стамбульский суд для рассмотрения тяжёлых уголовных преступлений
- 1933 — уголовный суд Третьего района Стамбула
- 1933—1934 — суд для рассмотрения тяжёлых уголовных преступлений в Бурсе
- 1936—1937 — стамбульский суд для рассмотрения тяжёлых уголовных преступлений
- 1938 — суд военного трибунала
- 1938 — суд военно-морского трибунала

## Творчество
По значимости для турецкой поэзии сравним с А. С. Пушкиным, по словам Хакана Аксая: «У них — Пушкин, у нас — Назым».
Назым Хикмет ввёл в турецкую поэзию так называемый свободный стих (верлибр), концептуально отмежевавшись от «силлабических поэтов». Первые его стихи написаны в силлабической системе, но позже он стал искать новые формы. На Хикмета повлияли советские футуристы, особенно Маяковский. Вернувшись на родину в 1924 году, он возглавил турецкое авангардное движение, экспериментируя в поэзии, драматургии и написании киносценариев. Отказавшись от силлабической метрики, Хикмет перешёл на верлибр, который позволил ему полнее реализовать вокальные особенности турецкого языка. Элементы османской стихотворной традиции сочетаются в его поэзии с новейшими формами.
Ораторская манера письма и патетичность, присущие его ранним стихам, позднее уступили место глубокой лиричности. Велико влияние Назыма Хикмета на современную турецкую поэзию, где с его именем связано целое направление.
Неотъемлемая содержательная особенность поэзии Хикмета — социально-революционный пафос и мотивы единения с соотечественниками из низших народных слоёв. Одновременно поэт отвергает любые попытки романтизации ориенталистских стереотипов.
Поэт много писал о тяжёлой доле турецкого народа, призывал к борьбе и воспевал революцию, что ярко отображено в следующих сборниках стихов:
- «835 строк» (1929)
- «Варан—3» (1930)
- «1+1=1» (1930)
- «Город, потерявший голос» (1931)

На своей родине Хикмет сталкивался с травлей со стороны националистических и консервативных критиков — за свои коммунистические и интернационалистские взгляды. На протяжении длительного времени он был единственным крупным турецким литератором, который открыто говорил о геноциде армян в Османской империи в 1915—1916 годах.
В поэме «Джио-конда и Си-Я-у» (1929), романе в стихах «Почему Бенерджи покончил с собой?» (1932) выступил против колониальной политики империалистов. В пьесах «Череп» (1932), «Дом покойника» (1932), «Забытый человек» (1935) поставлен вопрос о судьбе личности в капиталистическом обществе.
Одно из самых известных стихотворений Хикмета — «Kız Çocuğu» («Девочка») — написанный от лица семилетней девочки: погибнув десятью годами ранее во время атомной бомбардировки Хиросимы, она призывает мир к миру. Это антивоенное произведение приобрело широкую известность, было положено на музыку и исполнялось многими певцами в Европе и Новом Свете. В английском переводе, под названием «I Come And Stand At Every Door», его исполняла группа Пит Сигер, группы «The Byrds», «This Mortal Coil» и «The Fall». 5 августа 2005 года, на 60-ю годовщину бомбардировки, песню исполнили в японском переводе во время концерта в Хиросиме.
Назым Хикмет также выступал против Корейской войны, в которой принимала участие и Турция. Американский сенатор Джон Фостер Даллес в своей речи признал, что турецким солдатам платят за участие в войне по 23 цента в месяц, тогда как американский солдат получает не менее 70 долларов. В ответ Хикмет написал протестное стихотворение «23 Sentlik Askere Dair» («О солдате за 23 цента»).
Хикмет поддержал развенчание культа личности Сталина на XX съезде КПСС и посвятил стихотворение этому событию, сравнив его с воскресением Ленина. Он написал антисталинистскую пьесу «А был ли Иван Иванович?», в которой двое традиционных персонажей турецкого народного театра наблюдают за трансформацией живого человека в бюрократический винтик. Представление, которое сравнивали с пьесой Маяковского «Клоп», было запрещено сразу после премьеры в Московском театре сатиры, зато его ставили театры в Риге, Праге и Софии.
В своих пьесах Хикмет применял технику эпической драмы Бертольта Брехта. Основные темы его драмы — одиночество, измена и отчуждение в капиталистическом обществе. В пьесе «Забытый человек» показана тщетность земной славы и несчастной личной жизни, часто сопровождающей мнимый успех в мире. «Дом покойника» — рассказ о жадности и лицемерии, царящие в мещанской семье из «среднего класса». В основе драмы «Ферхад и Ширин» лежит старинная персидская легенда. В СССР её адаптировали, поставив по мотивам произведения Хикмета балет на музыку Арифа Меликова под названием «Легенда о любви». В пьесе «Сабахат» показано, как политические лидеры эксплуатируют трудящихся.
Поэзия Хикмета переведена на многие языки мира (на немецкий язык, например, его стихи переводил известный бард Ханнес Вадер), пьесы ставятся в театрах Европы, Америки и Азии. Многие стихи Хикмета были положены на музыку композитором Зюльфю Ливанели.

## Признания и награды
- Член Бюро (с 1951) и Президиума (с 1959) Всемирного Совета Мира
- Лауреат Международной премии Мира (1950).

## Экранизации
- «Двое из одного квартала» (1957)
- «Влюблённое облако» (1959)
- «Мир дому твоему» (1962) - мультфильм, СССР, хронометраж 20 мин.
- «Любовь моя, печаль моя» (1978)